# Kota Kinabalu
Kota Kinabalu je hlavní město malajsijského spolkového státu Sabah. Leží v severní části ostrova Borneo na břehu Jihočínského moře. Žije v něm (podle sčítání z roku 2010) 452 058 obyvatel, včetně předměstí Penampang a Putatan více než šest set tisíc.

## Historie
Na místě budoucího města se původně nacházela rybářská vesnice kmene Kadazandusun nazývaná Api. V roce 1882 zřídila Britská severobornejská společnost opěrný bod na ostrově Pulau Gaya a roku 1899 začala výstavba přístavu a moderního města, které dostalo jméno Jesselton podle místopředsedy společnosti Charlese Jessela. V letech 1942 až 1945 město ovládali Japonci a vrátili mu jméno Api. V roce 1946 bylo rozhodnuto přenést do Jesseltonu hlavní město britské kolonie Severní Borneo ze Sandakan zničeného ve válce. Roku 1963 se Severní Borneo stalo součástí nezávislé Malajsie a získalo nový název Sabah. V roce 1967 bylo město přejmenováno na Kota Kinabalu: Kota znamená malajsky „město“, Kinabalu je nedaleká hora, s nadmořskou výškou 4096 m nejvyšší vrchol Malajsie. Silueta této hory se také objevila v městském znaku.

## Přírodní poměry
Město leží na pobřežní rovině při úpatí pohoří Crocker Range a přilehlých ostrovech. Zátoka Sepanggar Bay je ideálním přírodním přístavem, který využívá malajsijské královské námořnictvo. Panuje zde horké a vlhké ekvatoriální podnebí, ovlivněné pravidelnými monzuny, město je obklopeno deštným pralesem.

## Ekonomika
Kota Kinabalu je regionálním centrem průmyslu a obchodu, funguje zde velký ropný terminál. Ve městě sídlí správní úřady, banky a vysoká škola Universiti Malaysia Sabah, koná se každoroční veletrh. Dopravu zajišťují dva přístavy a mezinárodní letiště Kota Kinabalu. Významný je turistický ruch: nedaleko se nacházejí Národní park Tunku Abdul Rahman a Národní park Kinabalu, pamětihodnostmi města jsou státní muzeum, mrakodrap Tun Mustapha Tower, mešita Masjid Negeri Sabah, čínská pagoda Che Sui Khor, hodinová věž Atkinson Clock Tower upomínající na počátky britského osídlení a pomník Double Six Monument věnovaný leteckému neštěstí z 6. června 1976, při němž se do moře nedaleko města zřítilo letadlo s deseti členy vlády státu Sabah.

## Partnerská města
- Aomori, Japonsko

- Čang-ťia-kang, Čína

- Chang-čou, Čína
- Che-jüan, Čína
- Jongin, Jižní Korea
- Nha Trang, Vietnam
- Portland, Oregon, Spojené státy americké
- Puerto Princesa, Filipíny
- Račaburi, Thajsko

- Rockingham, Austrálie
- Tchaj-pej, Tchaj-wan
- Tchao-jüan, Tchaj-wan
- Ťiang-men, Čína
- Vladivostok, Rusko
- Wu-chan, Čína